# Lover Come Back to Me
Lover Come Back to Me è una canzone del gruppo musicale Dead or Alive, pubblicata nell'aprile 1985 dall'etichetta discografica Epic Records come secondo singolo di anticipazione dall'album Youthquake.
Il brano, prodotto da Stock, Aitken & Waterman, ottenne un notevole successo nella madrepatria Regno Unito, entrando nella Top15 britannica, ed a livello internazionale, ma le vendite furono tuttavia inferiori a quelle del singolo precedente, You Spin Me Round (like a Record).

## Posizioni in classifica
| Classifica (1985)                  | Posizionamento |
| ---------------------------------- | -------------- |
| Australia                          | 13             |
| Germania                           | 5              |
| Italia                             | 24             |
| Regno Unito                        | 11             |
| U.S. Billboard Hot 100             | 75             |
| U.S. Billboard Hot Dance Club Play | 13             |